# Joo Jong-hyuk
Joo Jong-hyuk, detto Ryan (hangŭl: 양동근; 19 ottobre 1983) è un attore e cantante sudcoreano, principale voce e primo membro del gruppo musicale k-pop Paran, composto di altri quattro membri.

## Biografia
Ryan ha iniziato a lavorare dopo essersi laureato all'università Chungang, con una laurea in Teatro e Cinema. Parla fluentemente inglese e giapponese.

## Filmografia
| Anno | Titolo         | Ruolo         | Note |
| ---- | -------------- | ------------- | ---- |
| 2005 | Banjun Drama   |               |      |
| 2006 | Nonstop        |               |      |
| 2006 | Break          |               |      |
| 2007 | Hello! Aegissi | Lee Joon-yong |      |
| 2007 | I Am Sam       |               |      |
| 2007 | Drama City     |               |      |